# Gagata pakistanica
Gagata pakistanica är en fiskart som beskrevs av Mirza, Parveen och Javed, 1999. Gagata pakistanica ingår i släktet Gagata och familjen Sisoridae. Inga underarter finns listade i Catalogue of Life.